# Exocentrus coeruleus
Exocentrus coeruleus är en skalbaggsart som beskrevs av Stefan von Breuning 1958. Exocentrus coeruleus ingår i släktet Exocentrus och familjen långhorningar.
Artens utbredningsområde är Gabon. Inga underarter finns listade i Catalogue of Life.